# Ocholissa bicolor
Ocholissa bicolor là một loài bọ cánh cứng trong họ Salpingidae. Loài này được Grouvelle miêu tả khoa học năm 1893.